# Angel Chilango
Angel Chilango è un EP del gruppo musicale deathgrind Brujeria.

## Tracce
1. Mexico Campeon
2. California Uber Aztlan

## Formazione
- Juan Brujo - voce
- Pinche Peach - seconda voce
- El Hongo - chitarra
- Fantasma - basso, cori
- El Cynico - basso, cori
- El Podrido - batteria
- Pititis - voce femminile